# Dayton Rens
Los Dayton Rens fueron un equipo de baloncesto que jugó una temporada en la National Basketball League (NBL), competición antecesora de la actual NBA, con sede en la ciudad de Dayton (Ohio). Fue fundado en 1948.

## NBL
Desde 1923 hasta 1948, los Dayton Rens eran conocidos como los Renaissance Five o New York Rens, un famoso equipo formado únicamente por jugadores afroamericanos. Los Rens se trasladaron a Dayton a mediados de la temporada 1948-49 de la NBL, sustituyendo a los Detroit Vagabond Kings, que desaparecieron el 17 de diciembre de 1948. Debido a la creación de la Basketball Association of America (BAA), la NBL estaba empezando a perder interés entre los aficionados, por lo que la liga invitó a los Rens a unirse a la competición. Durante los años 1920 y 1930, los Rens fueron un equipo que viajó por todo el Noreste y Medio Oeste de los Estados Unidos, atrayendo a 15.000 aficionados en cada partido, por lo que la NBL vio en ello un motivo para fortalecer la liga. Los Rens se unieron a la NBL heredando el balance de 2 victorias y 17 derrotas de los Kings, y finalizaron la temporada con un récord de 16-43 (14-26 en Dayton).
Los Rens no fueron muy bien recibidos en Dayton por los aficionados locales, a pesar de contar en sus filas con el futuro Hall of Fame Pop Gates como entrenador-jugador, y con otros notables jugadores como Hank DeZonie, Dolly King, Duke Cumberland y George Crowe. El único logró que consiguió el equipo fue convertirse en el primero en estar formado por jugadores afroamericanos en una liga predominantemente blanca.
Los Rens desaparecieron al final de la temporada debido a la unión de la NBL con la BAA.

### Trayectoria
Nota: G: Partidos ganados P:Partidos perdidos 
| Temporada | Liga | G  | P  | %    | Posición | División      | Play-offs       |
| --------- | ---- | -- | -- | ---- | -------- | ------------- | --------------- |
| 1948-49   | NBL  | 16 | 43 | .271 | 4º       | División Este | No se clasificó |